# Miss USA
A Miss USA (esetleg Miss Amerika) általánosan használt elnevezése, megszólítása az Amerikai Egyesült Államokban tartott szépségversenyek győzteseinek. Ezek a versenyek a következők:
- Miss USA, amit 1952 óta rendeznek meg. A győztese a Miss Universe világversenyen vesz részt.
- Miss World USA, amit az 1960-70-es években szerveztek, győztese a Miss World versenyre utazott, és
- Miss America, ami már az 1920-as évek óta létező verseny, a győztese semmilyen nemzetközi versenyen nem vesz részt.

Az USA az egyik legsikeresebb ország a szépségversenyek világában. 7-szer nyerte meg a Miss Universe és 3-szor a Miss World versenyt. Szinte minden évben legalább továbbjutó helyezést ért el mindkét versenyen, ezzel a második legeredményesebb ország Venezuela után.

## Miss USA

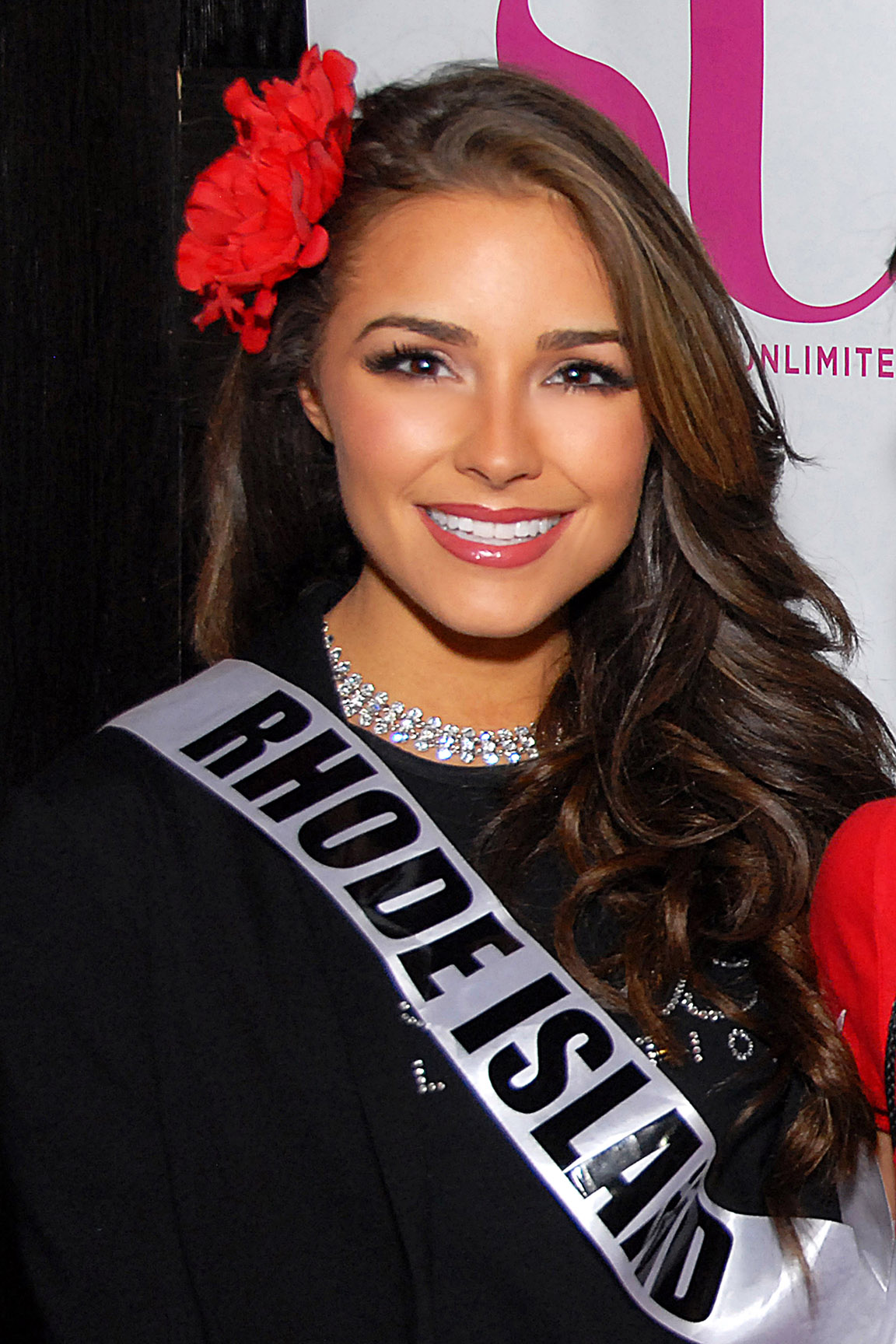
Olivia Culpo, Miss USA 2012 és Miss Universe 2012

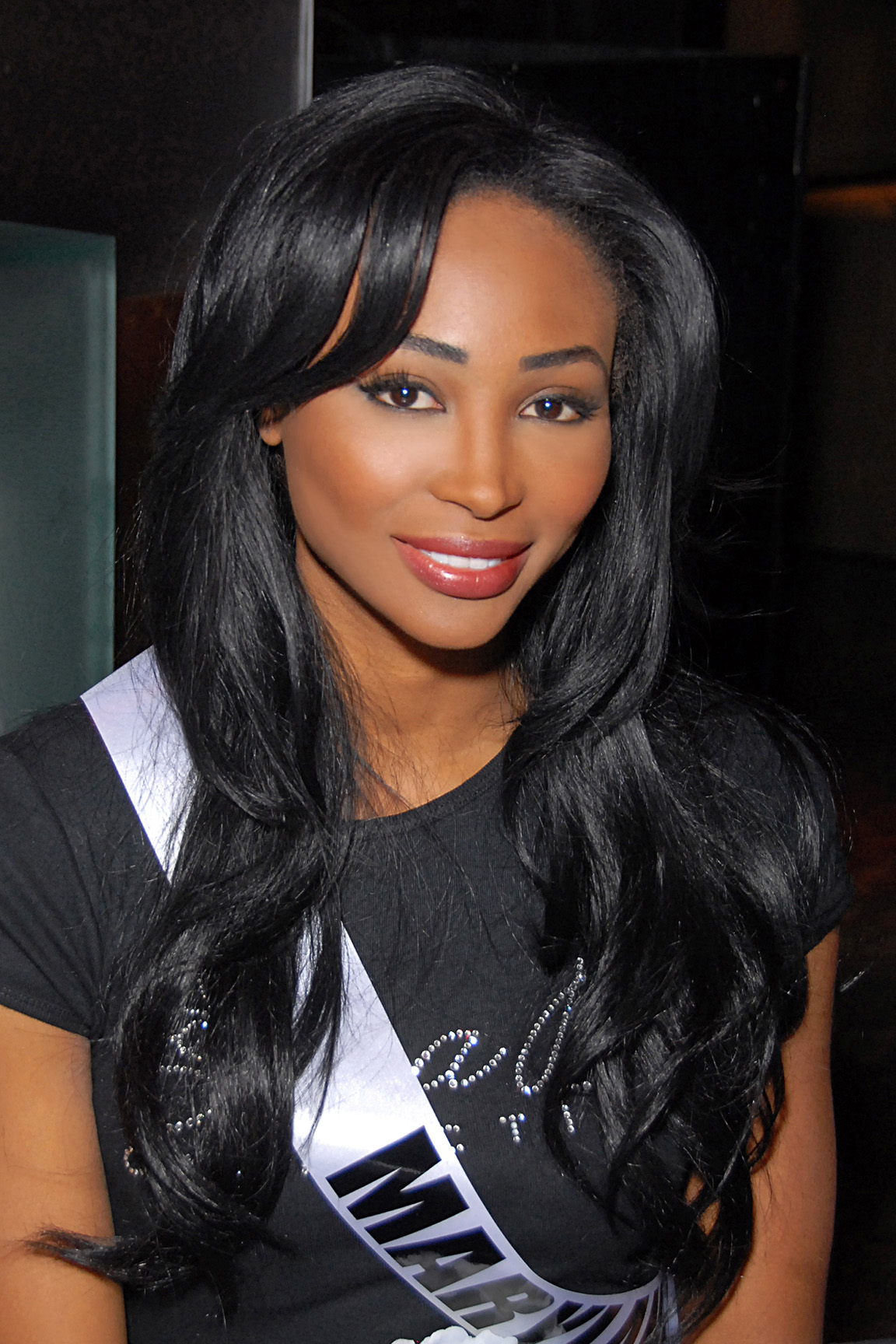
Nana Meriwether, Miss USA 2012

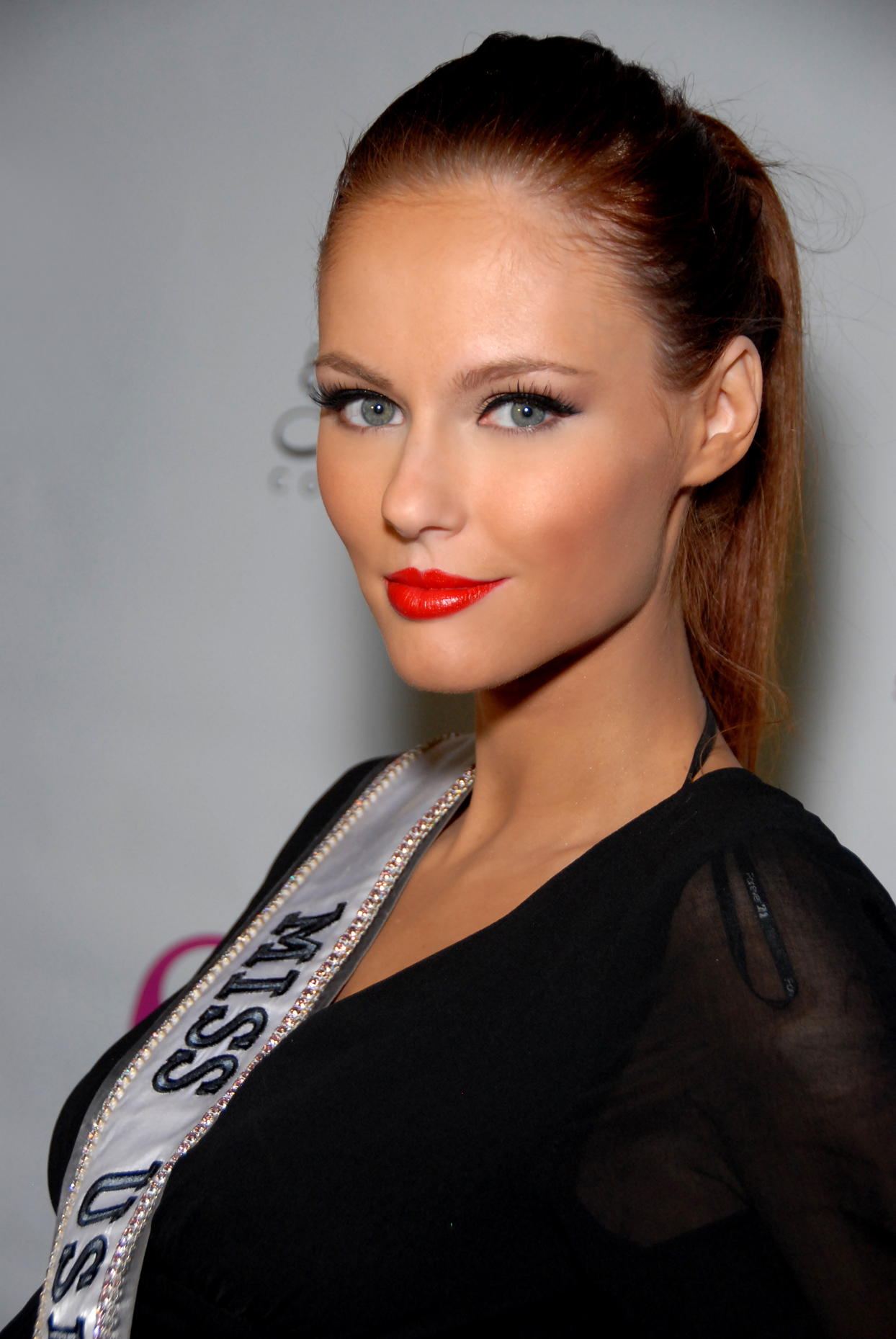
Alyssa Campanella, Miss USA 2011

A Miss USA verseny 1952 óta létezik. Megalapításának oka, hogy az 1950. évi Miss America győztes nem volt hajlandó fürdőruhában pózolni a nyilvánosság számára készített képeken, így a verseny fürdőruha-szponzora, a Catalina cég visszalépett a rendezvény támogatásától, és Miss USA néven saját versenyt hozott létre. Az azóta eltelt több évtized alatt a versenynek több tulajdonosa volt, jelenleg Donald Trump üzletember birtokolja a jogokat, aki 1996-ban vásárolta meg a versenyt. Trump és az NBC tévétársaság birtokolja a Miss Universe és a Miss Teen USA versenyek rendezési jogát is. Az erre a hármas célra alapított cégük neve Miss Universe Organization (MUO).
Az első Miss USA és Miss Universe versenyeket 1952-ben rendezték meg. Az első versenyen mintegy 30 állam képviseltette magát, és a verseny első két évtizede alatt sok állam nem csatlakozott a rendezvényhez. 1959-ben Alaszka, 1960-ban Hawaii is küldött versenyzőt a Miss USA versenyre, addig mindkét állam közvetlenül a Miss Universe versenyre küldte jelöltjét. Az 1970-es évek óta már minden állam részt vesz a Miss USA versenyen.

### Szabályok
A szabályok szerint minden állam saját döntőt rendez, aminek a győztese vesz részt az országos döntőn. Az államok versenyein az adott állam megyéiben szervezett szépségversenyek győztesei vehetnek részt, így sok államban a helyi döntőn akár több mint 50-60 versenyző is részt vesz. Egy adott állam győztese a Miss <állam neve> USA címet nyeri el (pl. Miss Texas USA). Mivel az Egyesült Államoknak 52 állama van, ezért az országos döntőbe minden évben 52-en jutnak be.
Az állami döntőn minden versenyző annyiszor vehet részt, ahányszor csak akar, mindaddig, míg a versenyfeltételeknek megfelel, vagy amíg meg nem nyeri az adott versenyt. Az országos döntőbe azonban csak egyszer lehet bejutni, azaz ha egy versenyző megnyeri valamelyik állam döntőjét, többet állami döntőn nem vehet részt, más államén sem. Némely versenyző kiemelkedő ambíciójának köszönhetően akár 5-6-szor is részt vesz az állami döntőn. Így tett például Crystle Stewart, aki a Miss Texas USA versenyen vett részt ötször, ahol szinte mindig második helyezést ért el, mígnem a 6. versenyt megnyerte, amivel bejutott a Miss USA döntőbe. Tapasztalatának és kitartásának is köszönhetően ezután elnyerte a Miss USA 2008 címet is.

### Televíziós közvetítés
A versenyt 1963-tól 2002-ig a CBS tévétársaság közvetítette. Legnagyobb nézettségét az 1980-as évek elején érte el, amikor rendszeresen a nézettségi listák élén állt. A 2000-es évek elejére a nézőszám az átlagos 20 millióról 7 millióra esett. 2002-ben Donald Trump 50%-os tulajdonjogot ajánlott fel az NBC tévétársaságnak a Miss USA, Miss Universe és Miss Teen USA versenyekben, és megkötöttek egy 5 éves szerződést. 2003 óta az NBC közvetíti a rendezvényt.

### A verseny menete
A Miss USA versenyen (a Miss America versenytől eltérően) nincs Tehetség-válogató, a versenyzőknek csupán három fordulóban kell részt venniük: Fürdőruhás-bemutató, Estélyi-ruhás bemutató és Interjú. A verseny modern változatában 52 döntősnek egy előválogatón kell részt vennie a televízión is közvetített döntő előtt egy héttel. Ezt az előválogatót ugyanazon a színpadon rendezik, nagyjából azonos díszletek között, mint a döntőt. Az előválogatón nézők is részt vehetnek, és ugyanúgy belépőjegyet kell rá váltani, mint a döntőre. Az előválogatón az 52 versenyzőnek fürdőruhában és estélyi ruhában kell felvonulnia a zsűri előtt. Az ezt követő (vagy megelőző) interjú eredményét hozzáadják az előválogatón elért pontszámokhoz, és ezek alapján már a döntő előtt kialakul az a névsor, mely a 15 továbbjutó nevét tartalmazza.
A továbbjutók nevét csak az élőben közvetített döntőn hirdetik ki. Az így továbbjutók a döntőben újabb fürdőruhás fordulón vesznek részt, mely után öten kiesnek. A 10 versenyző estélyi ruhában is felvonul, akik közül öten ismét kiesnek. A végső 5 jelölt közül egy rövid, egyenként néhány perces interjú alapján választják ki a győztest. A szabályok szerint a végeredmény kihirdetését az 5. helyezettel kezdik. A szerencsés győztest ezután az előző évi Miss USA megkoronázza.
Az előválogató és a döntő zsűrije eltérő tagokból áll azért, hogy az élő televíziós közvetítés ne csupán díjkiosztó legyen, hanem valódi verseny. Az előválogató zsűrije rendszerint szépségipari szakemberekből áll (fotós, sminkes, stylist, fodrász, modellügynökségi vezető, stb.), míg a döntő zsűrijében már hírességek és szponzorok is helyet foglalnak.

### Győztesek
A Miss USA verseny győztesei. A táblázat utolsó oszlopában a Miss Universe versenyen elért helyezés látható.
| Év   | Győztes                | Szülőhely        | Állam                | Helyezés           |
| ---- | ---------------------- | ---------------- | -------------------- | ------------------ |
| 1952 | Jackie Loughery        | Brooklyn         | New York             | középdöntős        |
| 1953 | Myrna Hansen           | Chicago          | Illinois             | 2. helyezett       |
| 1954 | Miriam Stevenson       | Winnsboro        | Dél-Karolina         | győztes            |
| 1955 | Carlene King Johnson   | Rutland          | Vermont              | középdöntős        |
| 1956 | Carol Morris           | Ottumwa          | Iowa                 | győztes            |
| 1957 | Mary Leona Gage        | Glen Burnie      | Maryland             | kizárták           |
| 1957 | Charlotte Sheffield    | Salt Lake City   | Utah                 |                    |
| 1958 | Eurlyne Howell         | Bossier City     | Louisiana            | 4. helyezett       |
| 1959 | Terry Huntingdon       | Mount Shasta     | Kalifornia           | 3. helyezett       |
| 1960 | Linda Bement           | Salt Lake City   | Utah                 | győztes            |
| 1961 | Sharon Brown           | Minden           | Louisiana            | 5. helyezett       |
| 1962 | Macel Leilani Wilson   | Honolulu         | Hawaii               | középdöntős        |
| 1963 | Marite Ozers           | Chicago          | Illinois             | középdöntős        |
| 1964 | Bobbie Johnson         | Alexandria       | District of Columbia | középdöntős        |
| 1965 | Sue Ann Downey         | Columbus         | Ohio                 | 3. helyezett       |
| 1966 | Maria Remenyi          | El Cerrito       | Kalifornia           | középdöntős        |
| 1967 | Sylvia Hitchcock       | Miami            | Alabama              | győztes            |
| 1967 | Cheryl Patton          | North Miami      | Florida              |                    |
| 1968 | Dorothy Anstett        | Kirkland         | Washington           | 5. helyezett       |
| 1969 | Wendy Dascomb          | Metairie         | Virginia             | középdöntős        |
| 1970 | Deborah Shelton        | Norfolk          | Virginia             | 2. helyezett       |
| 1971 | Michele McDonald       | Butler           | Pennsylvania         | középdöntős        |
| 1972 | Tanya Wilson           | Honolulu         | Hawaii               | középdöntős        |
| 1973 | Amanda Jones           | Evanston         | Illinois             | 2. helyezett       |
| 1974 | Karen Morrison         | St. Charles      | Illinois             | középdöntős        |
| 1975 | Summer Bartholomew     | Merced           | Kalifornia           | 3. helyezett       |
| 1976 | Barbara Peterson       | Edina            | Minnesota            |                    |
| 1977 | Kimberly Tomes         | Houston          | Texas                | középdöntős        |
| 1978 | Judi Andersen          | Honolulu         | Hawaii               | 2. helyezett       |
| 1979 | Mary Therese Friel     | Pittsford        | New York             | középdöntős        |
| 1980 | Shawn Weatherly        | Sumter           | Dél-Karolina         | győztes            |
| 1980 | Jineane Ford           | Gilbert          | Arizona              |                    |
| 1981 | Kim Seelbrede          | Germantown       | Ohio                 | középdöntős        |
| 1982 | Terri Utley            | Cabot            | Arkansas             | 5. helyezett       |
| 1983 | Julie Hayek            | Westwood         | Kalifornia           | 2. helyezett       |
| 1984 | Mai Shanley            | Alamogordo       | Új-Mexikó            | középdöntős        |
| 1985 | Laura Martinez-Herring | El Paso          | Texas                | középdöntős        |
| 1986 | Christy Fichtner       | Dallas           | Texas                | 2. helyezett       |
| 1987 | Michelle Royer         | Keller           | Texas                | 3. helyezett       |
| 1988 | Courtney Gibbs         | Fort Worth       | Texas                | Top 10 középdöntős |
| 1989 | Gretchen Polhemus      | Fort Worth       | Texas                | 3. helyezett       |
| 1990 | Carole Gist            | Detroit          | Michigan             | 2. helyezett       |
| 1991 | Kelli McCarty          | Liberal          | Kansas               | Top 6              |
| 1992 | Shannon Marketic       | Malibu           | Kalifornia           | Top 10 középdöntős |
| 1993 | Kenya Moore            | Detroit          | Michigan             | Top 6              |
| 1994 | Lu Parker              | Charleston       | Dél-Karolina         | Top 6              |
| 1995 | Chelsi Smith           | Deer Park        | Texas                | győztes            |
| 1995 | Shanna Moakler         | New York         | New York             |                    |
| 1996 | Ali Landry             | Breaux Bridge    | Louisiana            | Top 6              |
| 1997 | Brook Mahealani Lee    | Pearl City       | Hawaii               | győztes            |
| 1997 | Brandi Sherwood        | Idaho Falls      | Idaho                |                    |
| 1998 | Shawnae Jebbia         | Boston           | Massachusetts        | Top 5              |
| 1999 | Kimberly Pressler      | Franklinville    | New York             |                    |
| 2000 | Lynnette Cole          | Columbia         | Tennessee            | Top 5              |
| 2001 | Kandace Krueger        | Austin           | Texas                | 3. helyezett       |
| 2002 | Shauntay Hinton        | Starkville       | District of Columbia |                    |
| 2003 | Susie Castillo         | Lawrence         | Massachusetts        | Top 15 középdöntős |
| 2004 | Shandi Finnessey       | Florissant       | Missouri             | 2. helyezett       |
| 2005 | Chelsea Cooley         | Charlotte        | Észak-Karolina       | Top 10             |
| 2006 | Tara Conner            | Russell Springs  | Kentucky             | 5. helyezett       |
| 2007 | Rachel Smith           | Clarksville      | Tennessee            | 5. helyezett       |
| 2008 | Crystle Stewart        | Missouri City    | Texas                | Top 10             |
| 2009 | Kristen Dalton         | Wilmington       | Észak-Karolina       | Top 10             |
| 2010 | Rima Fakih             | Dearborn         | Michigan             |                    |
| 2011 | Alyssa Campanella      | Los Angeles      | Kalifornia           | Top 16             |
| 2012 | Olivia Culpo           | Cranston         | Rhode Island         | győztes            |
| 2012 | Nana Meriwether        | Potomac          | Maryland             | nem vett részt     |
| 2013 | Erin Brady             | East Hampton     | Connecticut          | Top 10             |
| 2014 | Nia Sanchez            | Las Vegas        | Nevada               | 2. helyezett       |
| 2015 | Olivia Jordan          | Tulsa            | Oklahoma             | 3. helyezett       |
| 2016 | Deshauna Barber        | Washington, D.C. | District of Columbia |                    |

#### Galéria

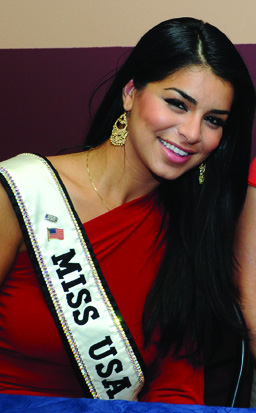
Rima Fakih, Miss USA 2010
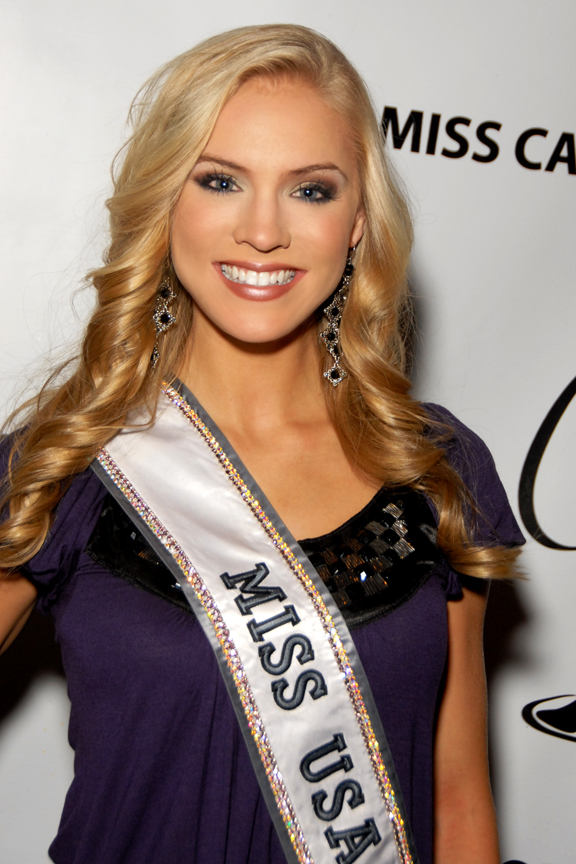
Kristen Dalton, Miss USA 2009
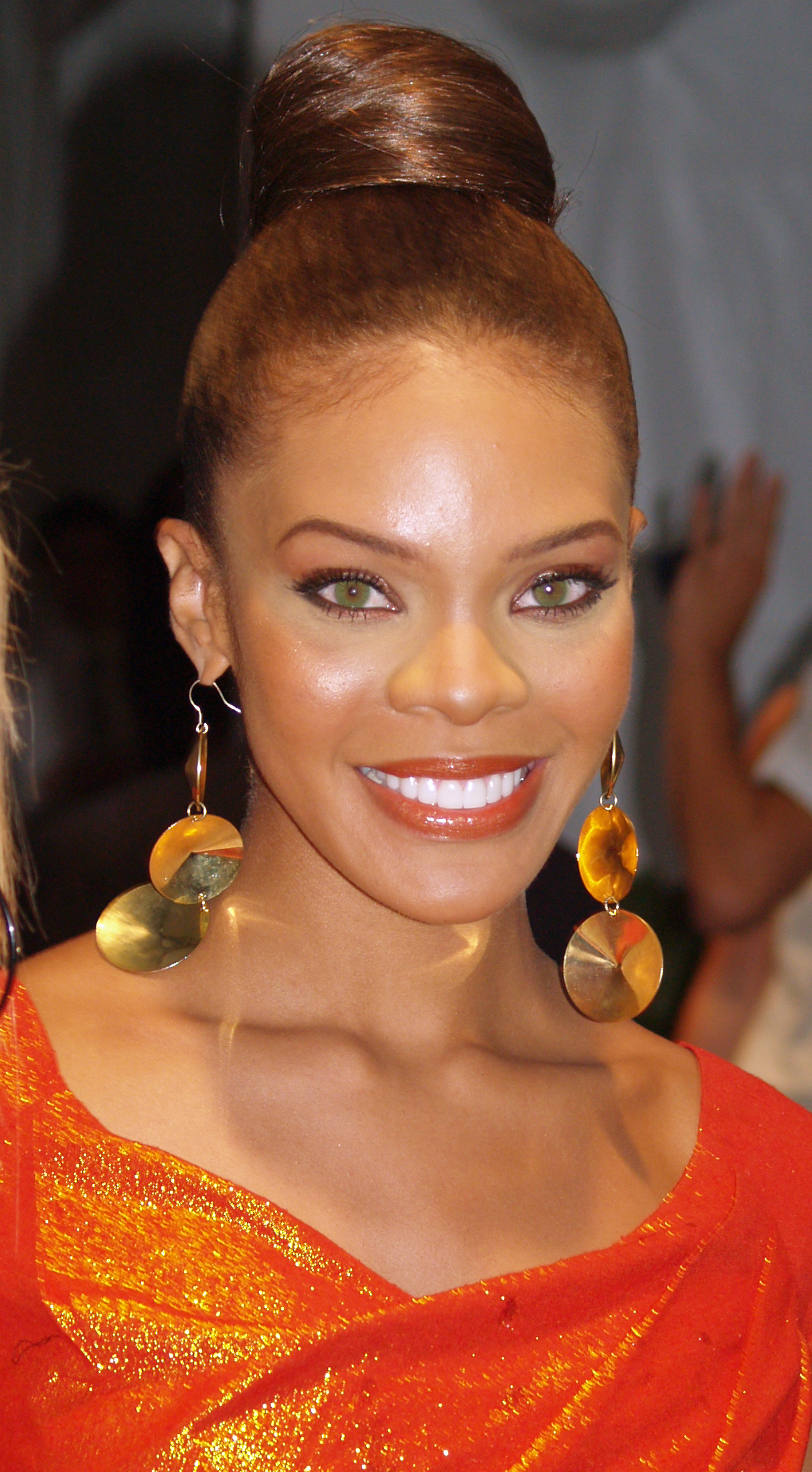
Crystle Stewart, Miss USA 2008
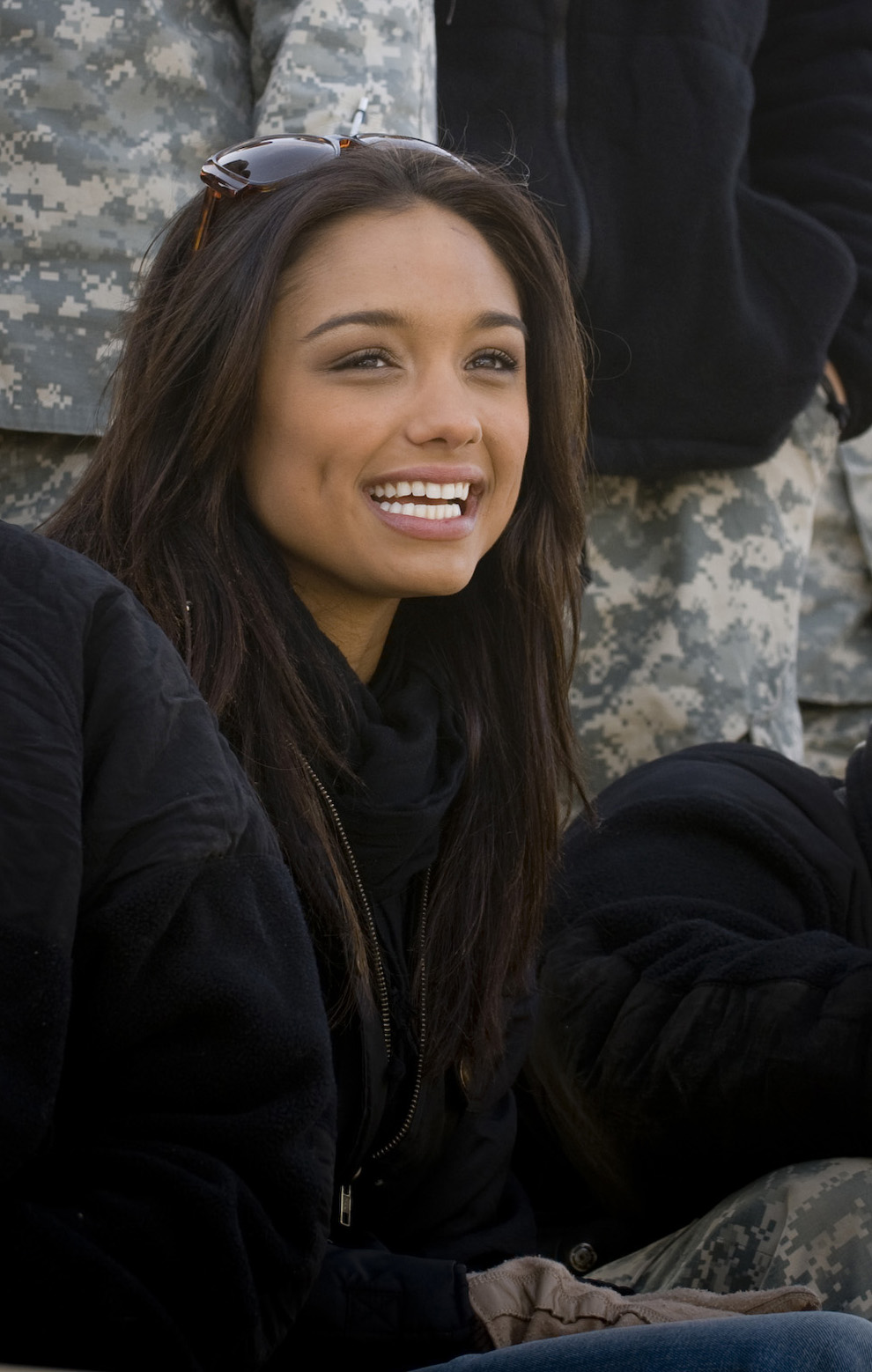
Miss USA 2007 Rachel Smith
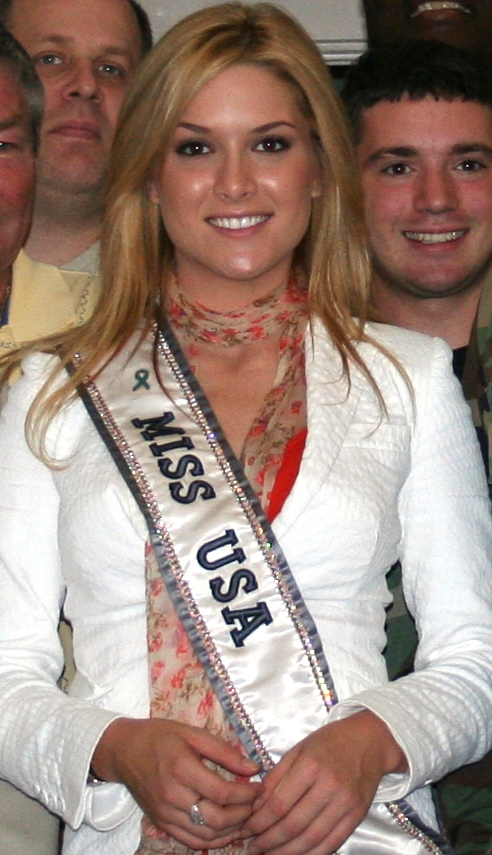
Miss USA 2006 Tara Conner
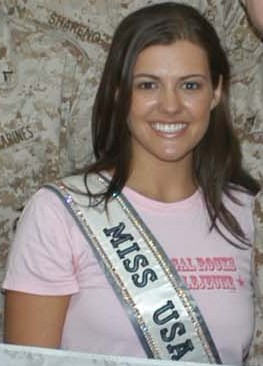
Miss USA 2005 Chelsea Cooley
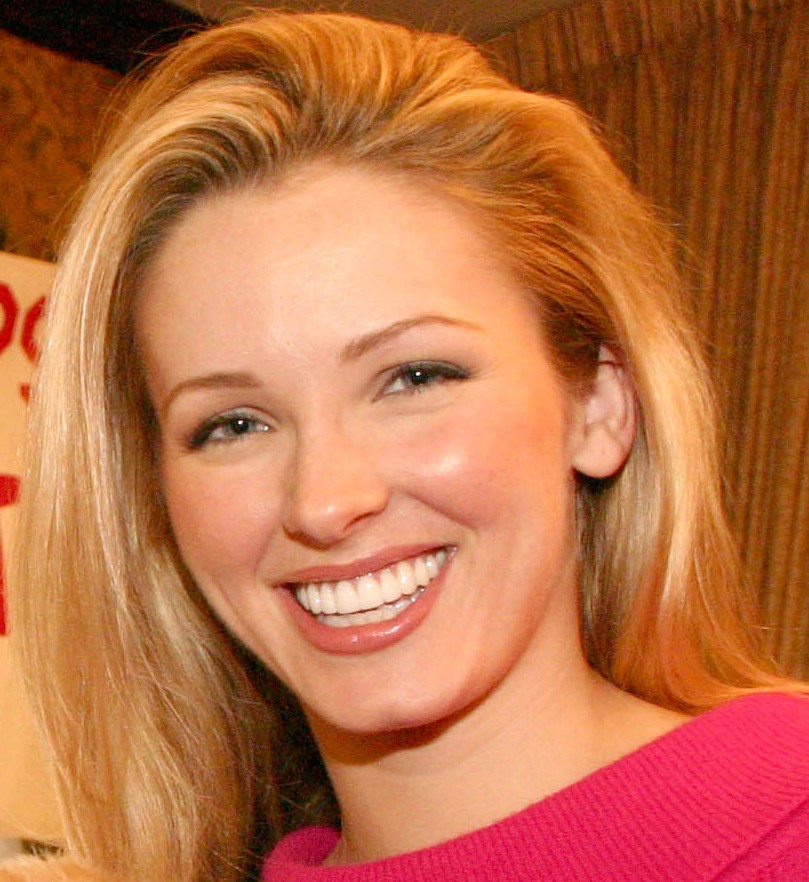
Miss USA 2004 Shandi Finnessey
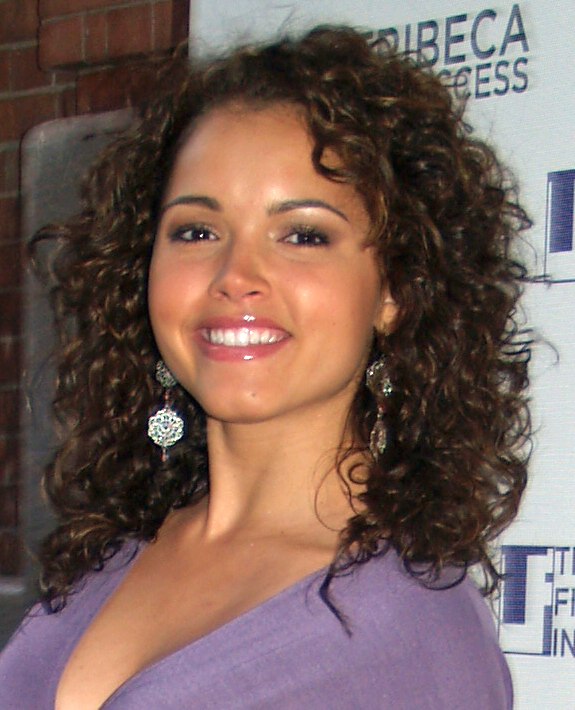
Miss USA 2003 Susie Castillo
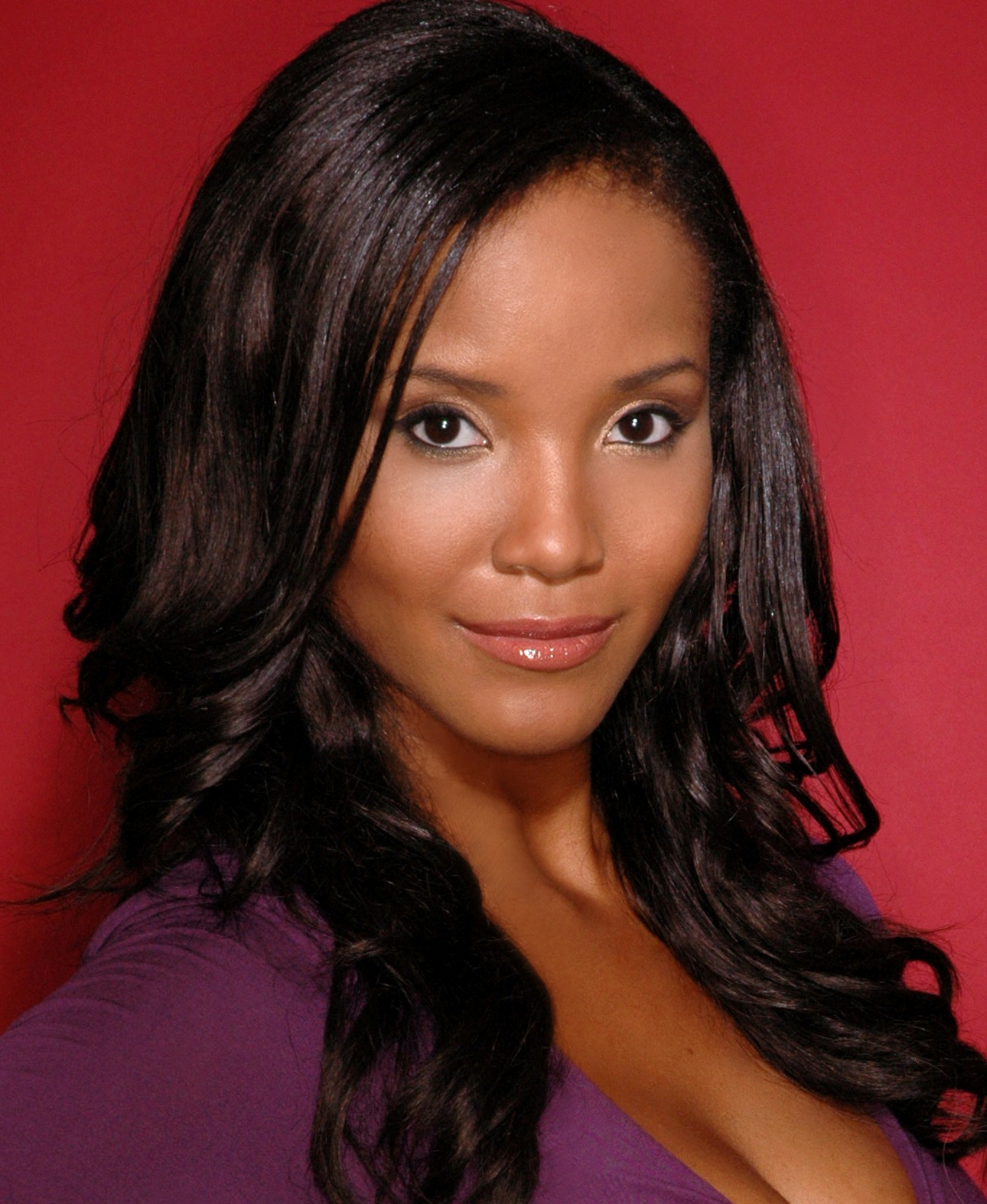
Shauntay Hinton, Miss USA 2002
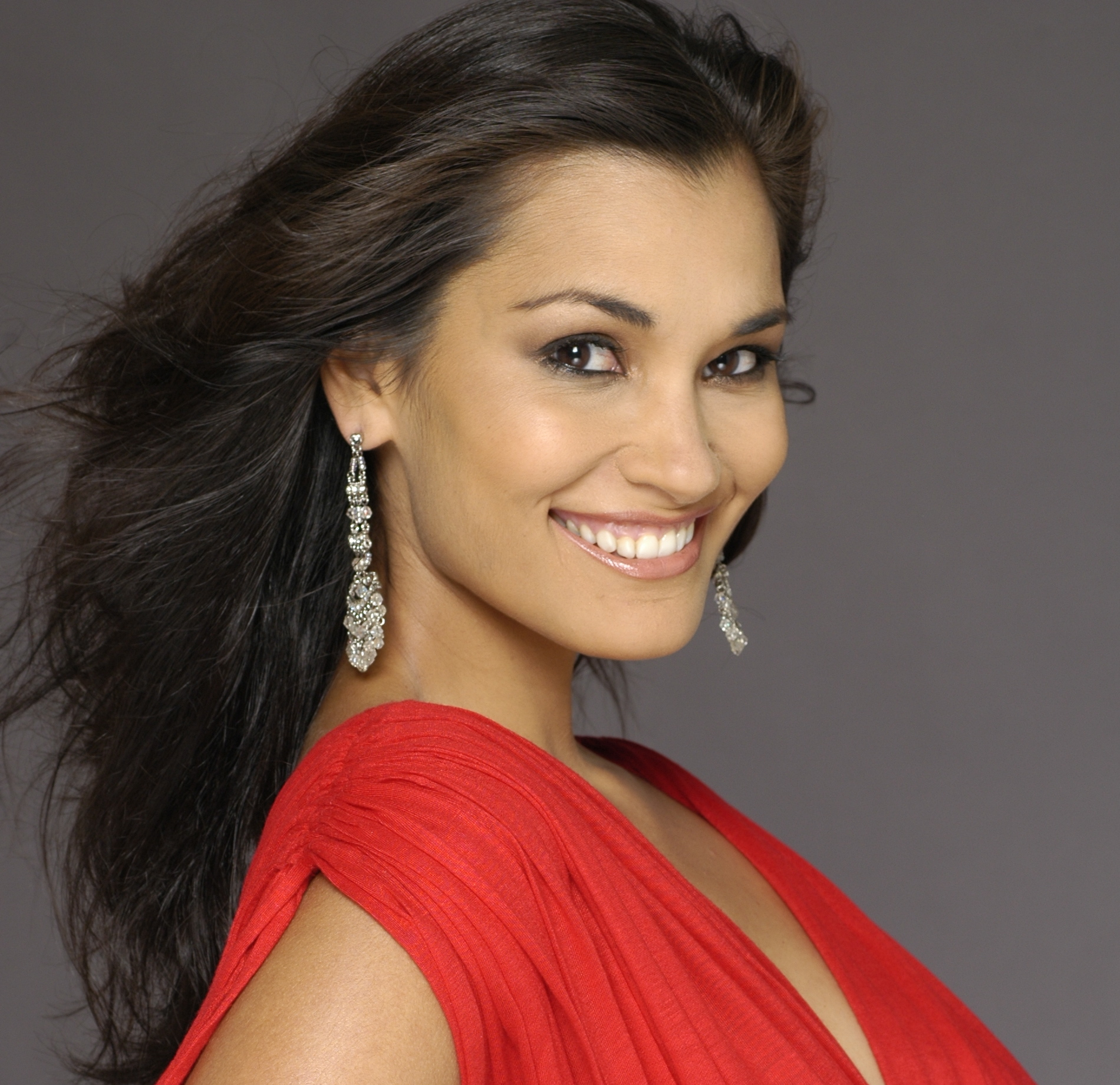
Miss Universe 1997 Brook Lee
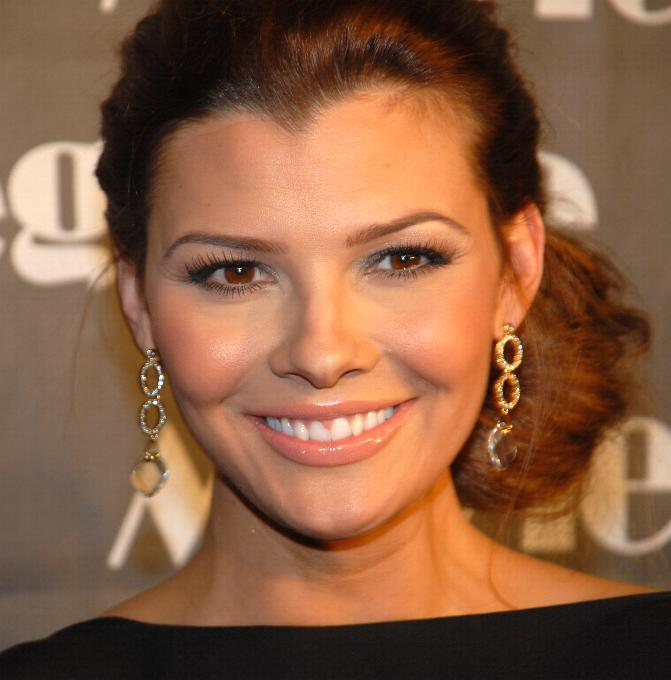
Miss USA 1996 Ali Landry
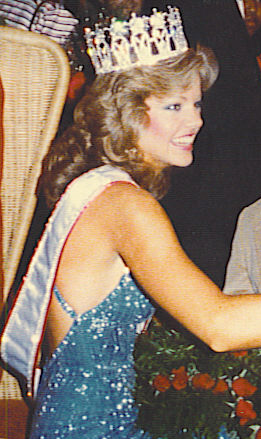
Miss USA 1983 Julie Hayek

#### Államok győzelmei
A Miss USA versenyt legtöbbször Texas nyerte meg, kilencszer. Ebből egyedülálló módon, 1985 és 1989 között ötször egymás után.
| Állam                | Győzelem száma | Győztes évek                                  |
| -------------------- | -------------- | --------------------------------------------- |
| Texas                | 9              | 1977 1985 1986 1987 1988 1989 19951 2001 2008 |
| Kalifornia           | 6              | 1959 1966 1975 1983 1992 2011                 |
| New York             | 4              | 1952 1979 19952 1999                          |
| Hawaii               | 4              | 1962 1972 1978 19971                          |
| Illinois             | 4              | 1953 1963 1973 1974                           |
| Michigan             | 3              | 1990 1993 2010                                |
| Louisiana            | 3              | 1958 1961 1996                                |
| Dél-Karolina         | 3              | 19541 19801 1994                              |
| Észak-Karolina       | 2              | 2005 2009                                     |
| Tennessee            | 2              | 2000 2007                                     |
| Massachusetts        | 2              | 1998 2003                                     |
| District of Columbia | 2              | 1964 2002                                     |
| Ohio                 | 2              | 1965 1981                                     |
| Virginia             | 2              | 1969 1970                                     |
| Utah                 | 2              | 19573 19601                                   |
| Kentucky             | 1              | 2006                                          |
| Missouri             | 1              | 2004                                          |
| Idaho                | 1              | 19972                                         |
| Kansas               | 1              | 1991                                          |
| Új-Mexikó            | 1              | 1984                                          |
| Arkansas             | 1              | 1982                                          |
| Arizona              | 1              | 19802                                         |
| Minnesota            | 1              | 1976                                          |
| Pennsylvania         | 1              | 1971                                          |
| Washington           | 1              | 1968                                          |
| Alabama              | 1              | 19671                                         |
| Florida              | 1              | 19672                                         |
| Maryland             | 1              | 19574                                         |
| Iowa                 | 1              | 19561                                         |
| Vermont              | 1              | 1955                                          |

Megjegyzések:

1 Miss Universe-győztes

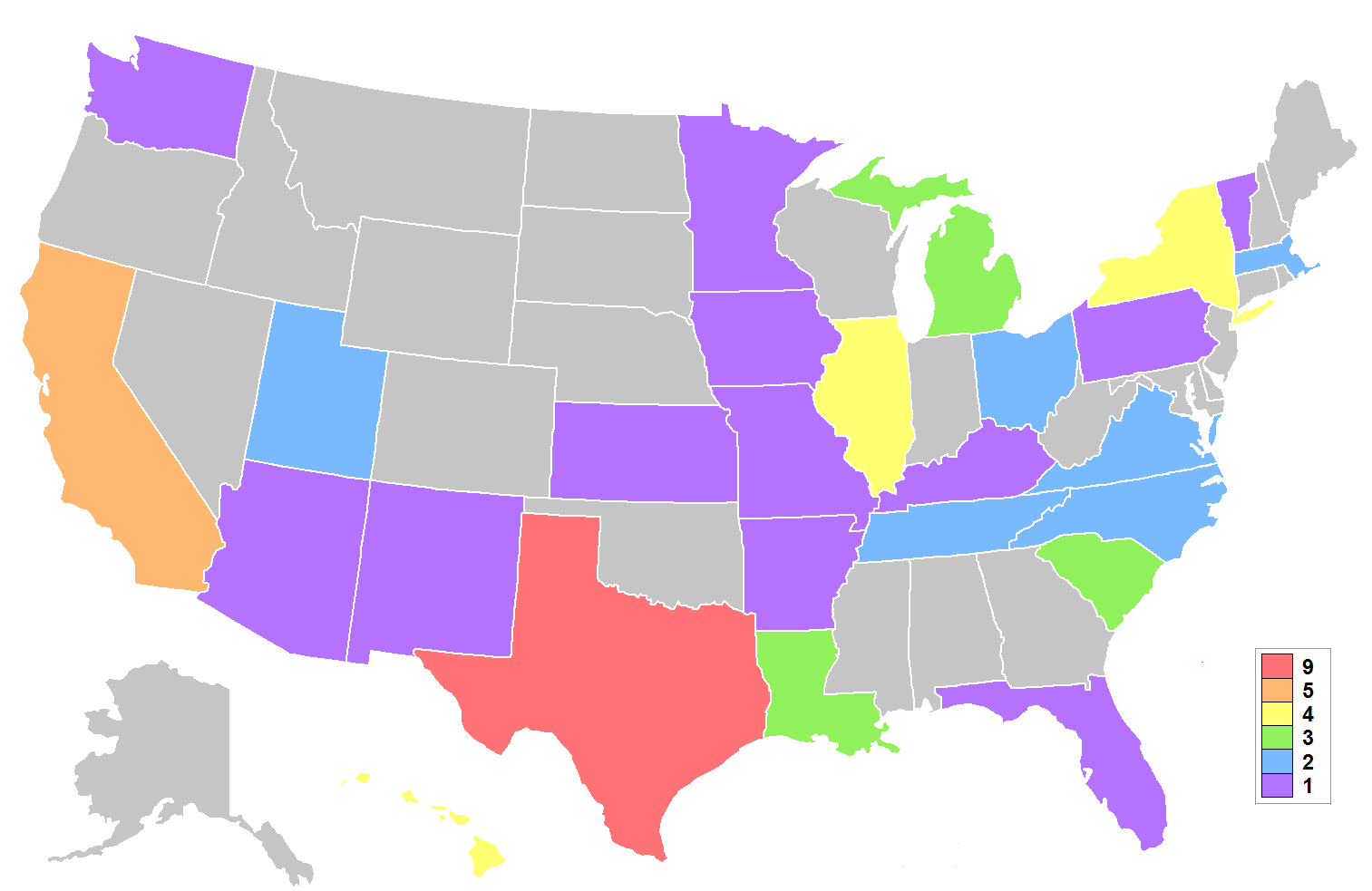
Győzelmek száma államok szerint

2 1961 óta a 2. helyezetté lesz a Miss USA cím akkor, ha a győztes megnyeri a Miss Universe versenyt. Ez alól kivétel volt 1967, amikor a 2. helyezett visszautasította a címet, így az a 3. helyezetté lett.

3 A trónfosztott Miss USA helyébe lépett.

4 Megfosztották a címétől.

### Versenyek
A Miss USA egyes versenyeit évtizedenkénti bontásban lásd:
- Miss USA (1950-es évek)
- Miss USA (1960-as évek)
- Miss USA (1970-es évek)
- Miss USA (1980-as évek)
- Miss USA (1990-es évek)
- Miss USA (2000-es évek)
- Miss USA (2010-es évek)

## Miss USA World

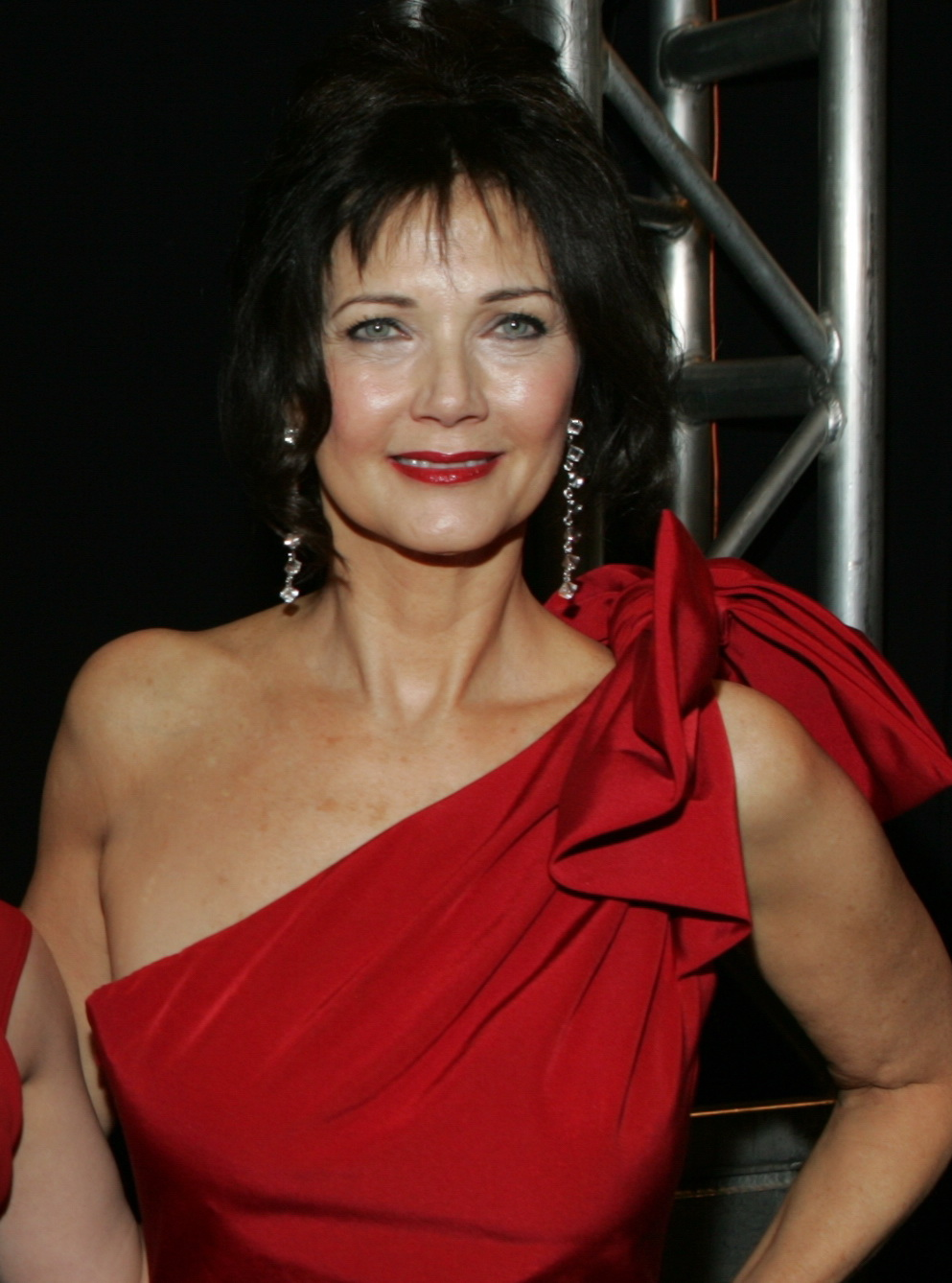
Lynda Carter, Miss World USA 1972

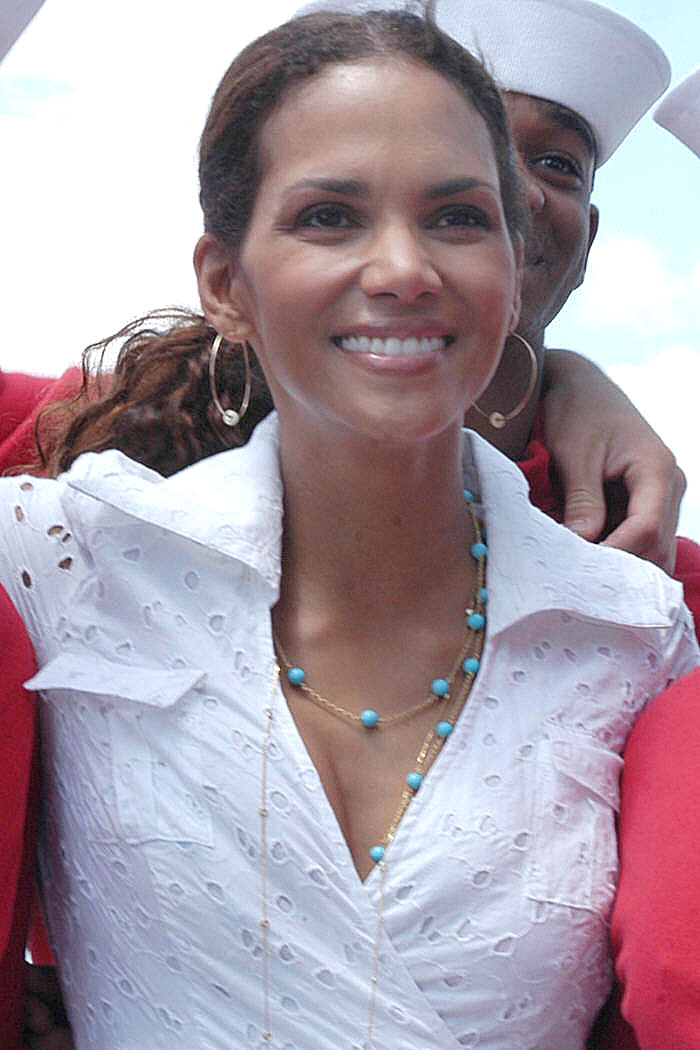
Halle Berry, Miss World United States 1986

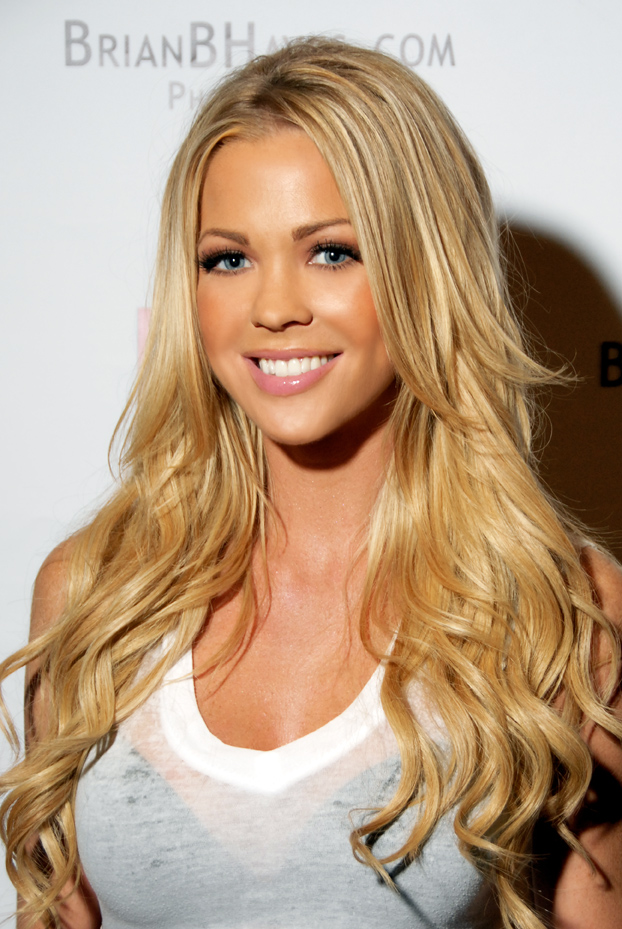
Carrie Stroup, Miss World United States 2001

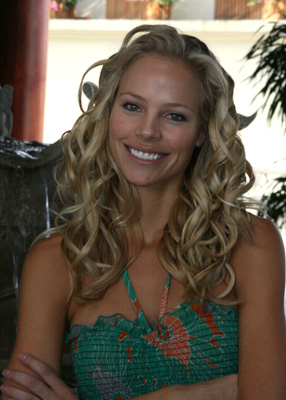
Abigail McCary, Miss World United States 2007

Az Egyesült Államok a Miss World kezdete, 1951 óta küld versenyzőt a rendezvényre. A nemzeti verseny szervezői és rendszere azonban időről időre változott. 1958 és 1977 között külön versenyt szerveztek, melynek neve Miss World USA volt. 1978 és 1981 között más szervezők megszervezték a Miss World America versenyt. 1981 és 1991 között a Miss USA verseny második helyezettje volt az Egyesült Államok versenyzője a Miss World versenyen, majd 1992 és 1994 között újból külön versenyt szerveztek ismét Miss World America néven. Azóta újból más szervezők választják ki a világversenyen részt vevő jelöltet. 2010-ben az Elite Modellügynökség szervezett castingot, melyen Alexandria Millst választották ki, aki később el is nyerte a Miss World címet, ami egyúttal az USA harmadik győzelme volt Marjorie Wallace 1972-es és Gina Tolleson 1990-es győzelme után.
Az alábbi táblázat az USA Miss World-jelöltjeinek a nevét tartalmazza megadva a világversenyen elért helyezésüket is.
| Év   | Győztes                 | Szülőhely           | Helyezés     | Megjegyzés                     |
| ---- | ----------------------- | ------------------- | ------------ | ------------------------------ |
| 1951 | Annette Gibson          | Louisville          |              |                                |
| 1952 | Tally Richards          | New York            |              |                                |
| 1953 | Mary Kemp Griffin       | Florence            | 6. helyezett | Miss USA 1953 2. helyezett     |
| 1954 | Karin Hultman           | New York            | 2. helyezett | Miss USA 1954 2. helyezett     |
| 1955 | Margaret Haywood        | Arkansas            | 2. helyezett | Miss USA 1955 2. helyezett     |
| 1956 | Betty Lane Cherry       | Dél-Karolina        | 2. helyezett | Miss USA 1956 2. helyezett     |
| 1957 | Charlotte Sheffield     | Salt Lake City      |              | Miss USA 1957                  |
| 1958 | Nancy Anne Corcoran     | New York            |              |                                |
| 1959 | Loretta Powell          | Connecticut         |              |                                |
| 1960 | Judith Ann Achter       | St. Louis           | 5. helyezett |                                |
| 1961 | Jo Ann Odum             | Huntington          | Top 7        |                                |
| 1962 | Amadee Chabot           | Northridge          | Top 8        |                                |
| 1963 | Michele Metrinko        | Arlington           | Top 7        | Miss USA 1963 2. helyezett     |
| 1964 | Jeanne Marie Quinn      | New York            | Top 15       |                                |
| 1965 | Diana Lynn Batts        | Falls Church        | 2. helyezett |                                |
| 1966 | Denice Estelle Blair    | Layton              | Top 15       |                                |
| 1967 | Pamela Pall             | Northridge          | Top 15       |                                |
| 1968 | Johnine Avery           | Olympia             |              |                                |
| 1969 | Gail Renshaw            | Arlington           | 2. helyezett |                                |
| 1970 | Sandra Wolsfeld         | Chicago             | középdöntős  |                                |
| 1971 | Brucene Smith           | Port Lavaca         | Top 7        | Később Miss International 1974 |
| 1972 | Lynda Carter            | Tempe               | Top 15       |                                |
| 1973 | Marjorie Wallace        | Indianapolis        | győztes      | megfosztották a címétől        |
| 1974 | Terry Browning          | Daytona Beach       | 5. helyezett |                                |
| 1975 | Annelise Ilschenko      | Middleburg Heights  |              |                                |
| 1976 | Kimberly Foley          | Southfield          |              |                                |
| 1977 | Cindy Miller            | Chesapeake          | 5. helyezett |                                |
| 1978 | Debra Freeze            | Mooresville         | Top 15       |                                |
| 1979 | Carter Wilson           | Harrisonburg        | Top 15       |                                |
| 1980 | Brooke Alexander        | Kailua              | Top 7        |                                |
| 1981 | Lisa Lynn Moss          | Shreveport          | Top 7        | Miss USA 1981 3. helyezett     |
| 1982 | Elizabeth Luann Caughey | Abilene             | Top 7        | Miss USA 1982 2. helyezett     |
| 1983 | Lisa Allred             | Fort Worth          | Top 7        | Miss USA 1983 2. helyezett     |
| 1984 | Kelly Lea Anderson      | Clarksburg          | Top 7        | Miss USA 1984 2. helyezett     |
| 1985 | Brenda Denton           | Hobbs               | 3. helyezett | Miss USA 1985 2. helyezett     |
| 1986 | Halle Berry             | Cleveland           | Top 7        | Miss USA 1986 2. helyezett     |
| 1987 | Clotilde Cabrera        | Tampa               |              | Miss USA 1987 2. helyezett     |
| 1988 | Diana Magaña            | Rancho Palos Verdes | Top 10       | Miss USA 1988 2. helyezett     |
| 1989 | Jill Scheffert          | Oklahoma City       | Top 5        | Miss USA 1989 2. helyezett     |
| 1990 | Gina Tolleson           | Charleston          | győztes      | Miss USA 1990 2. helyezett     |
| 1991 | Charlotte Ray           | Camden              | Top 10       | Miss USA 1991 2. helyezett     |
| 1992 | Sharon Belden           | Coral Gables        | Top 10       |                                |
| 1993 | Maribeth Brown          | Natick              | Top 10       |                                |
| 1994 | Kristie Harmon          | Conyers             |              |                                |
| 1995 | Jill Ankuda             | El Paso             |              |                                |
| 1996 | Kelly Webber            | El Paso             |              |                                |
| 1997 | Sallie Toussaint        | New York            | Top 10       |                                |
| 1998 | Shauna Gambill          | Los Angeles         | Top 10       | Miss USA 1998 2. helyezett     |
| 1999 | Natasha Allas           | Los Angeles         | Top 10       |                                |
| 2000 | Angelique Breaux        | San Diego           | Top 10       | Miss USA 1999 3. helyezett     |
| 2001 | Carrie Stroup           | Cherokee            |              |                                |
| 2002 | Rebekah Revels          | St. Pauls           | Top 10       |                                |
| 2003 | Kimberly Harlan         | Marietta            |              |                                |
| 2004 | Nancy Randall           | Chicago             | 3. helyezett |                                |
| 2005 | Lissette Diaz           | Chula Vista         |              |                                |
| 2006 | Brooke Elizabeth Angus  | Essex               |              |                                |
| 2007 | Abigail McCary          | Denver              | Top 16       |                                |
| 2008 | Lane Lindell            | Tampa Bay           |              |                                |
| 2009 | Lisa-Marie Kohrs        | Malibu              |              |                                |
| 2010 | Alexandria Mills        | Louisville          | győztes      |                                |
| 2011 | Erin Cummins            |                     |              |                                |

## Miss America

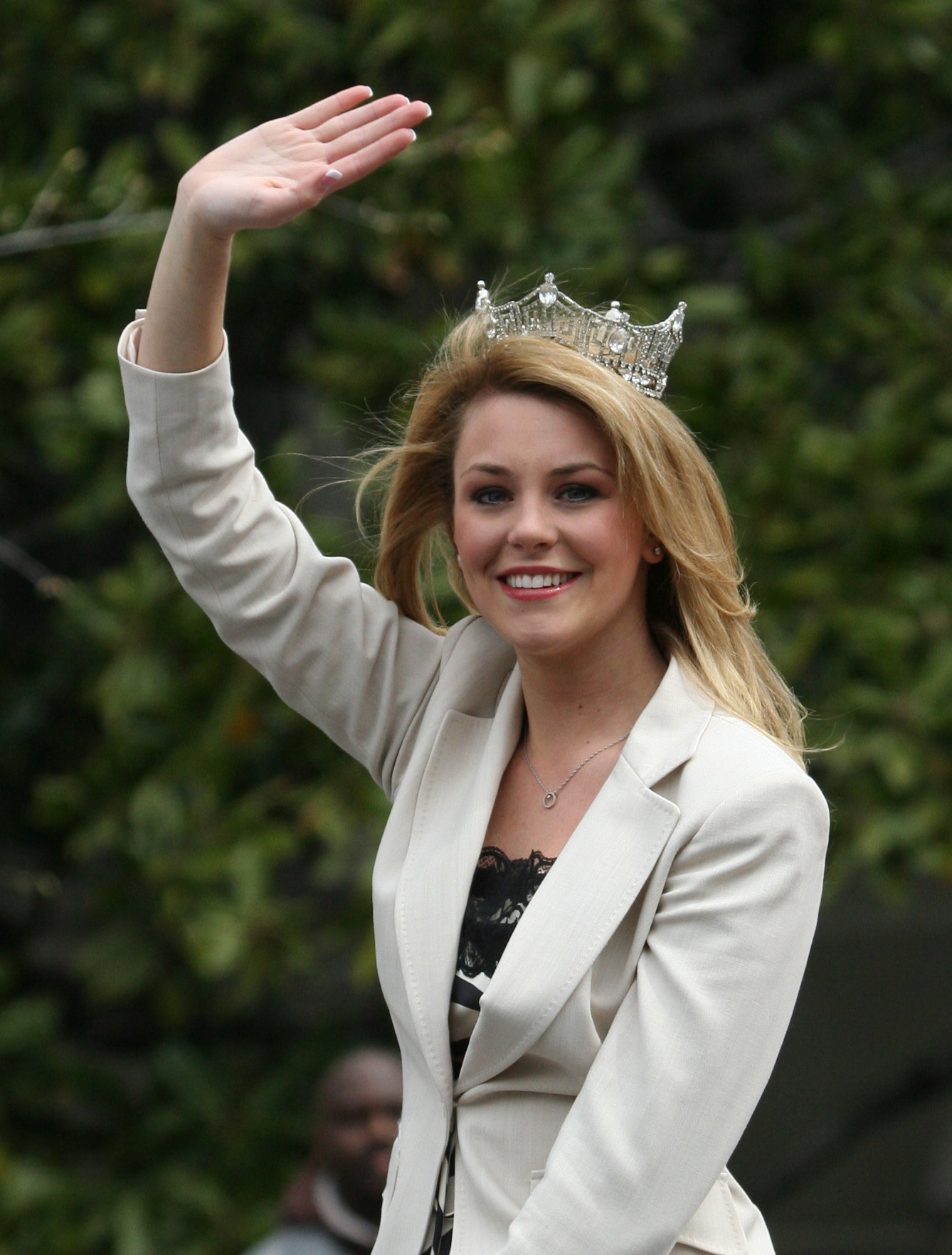
Lauren Nelson Miss America 2007
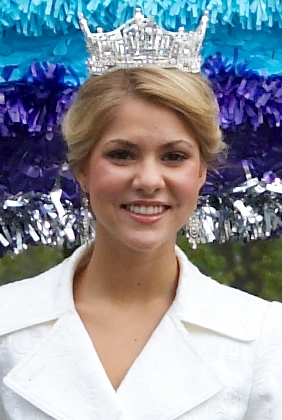
Kirsten Haglund Miss America 2008

## Fordítás
Ez a szócikk részben vagy egészben  a   Miss USA című angol Wikipédia-szócikk fordításán alapul.  Az eredeti cikk szerkesztőit annak laptörténete sorolja fel. Ez a jelzés csupán a megfogalmazás eredetét és a szerzői jogokat jelzi, nem szolgál a cikkben szereplő információk forrásmegjelöléseként.
Ez a szócikk részben vagy egészben  a   List of Miss USA titleholders című angol Wikipédia-szócikk fordításán alapul.  Az eredeti cikk szerkesztőit annak laptörténete sorolja fel. Ez a jelzés csupán a megfogalmazás eredetét és a szerzői jogokat jelzi, nem szolgál a cikkben szereplő információk forrásmegjelöléseként.
Ez a szócikk részben vagy egészben  a   List of United States representatives at Miss World című angol Wikipédia-szócikk ezen változatának fordításán alapul.  Az eredeti cikk szerkesztőit annak laptörténete sorolja fel. Ez a jelzés csupán a megfogalmazás eredetét és a szerzői jogokat jelzi, nem szolgál a cikkben szereplő információk forrásmegjelöléseként.